# Louis Chaveneau
Chaveneau, Louis [Loys] fut un violoniste et joueur de cornemuse parmi les musiciens des ducs de Lorraine, Henri II et Charles III. Il a exercé à Nancy.

## Biographie
Il a tenu cette fonction de 1587 à 1630 entouré de ses frères Denis et Pierre, également violonistes. Des documents d’archives le citent nommément pour l’une ou l’autre de ces fonctions entre 1590 et 1619, essentiellement pour des reçus de gages en argent ou en blé, ou pour des suppliques en paiement d’arriérés de gages.
La bande des joueurs d'instruments du duc de Lorraine se composait ordinairement de 5 à 8 violons, accompagnés de joueurs d’épinette, de cornemuse ou de harpe. Comme cela s’observe dans la bande des violons du Roi à Paris, la plupart maniaient plusieurs instruments. Outre les Chaveneau, les Fleurance y ont aussi exercé leur art en fratrie. En 1632, plus aucun Chaveneau ne figure plus parmi les 9 violons du duc Charles IV.

## Œuvres

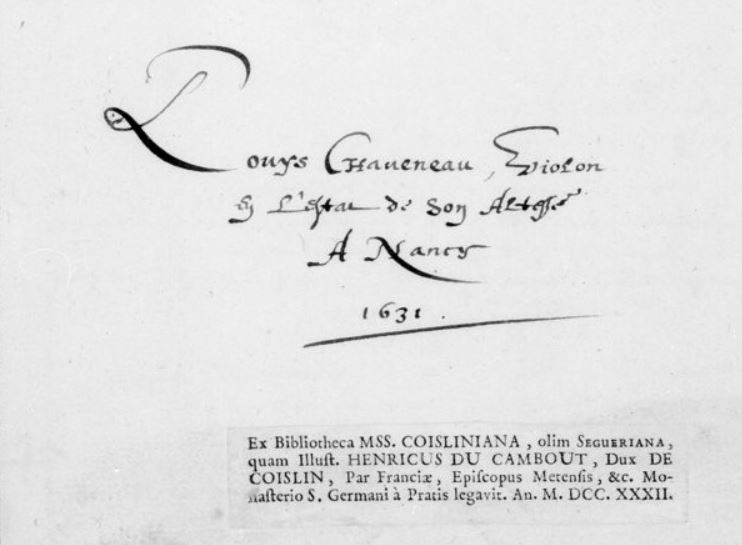
Signature de Loys Chaveneau au début de Paris BNF (Mss.) : ms. fr. 19099.

Ce qui distingue Loys Chaveneau de nombreux joueurs d'instruments de cette époque qui n’ont laissé aucune trace concrète de leur activité, c’est qu’on possède à la Bibliothèque nationale de France (Manuscrits), sous les cotes Ms. fr. 19099 et 19100, deux manuscrits qui portent son nom. Ils proviennent tous deux de la bibliothèque de Louis Machon, chanoine de Toul, puis passent dans la bibliothèque du chancelier Séquier. Ils passent de là dans la collection du duc de Coislin, évêque de Metz, entièrement léguée à l’Abbaye de Saint-Germain-des-Prés en 1732, et enfin à la Bibliothèque nationale en 1793.
Le Ms fr. 19099 (in folio, 53 p., numérisé sur Gallica) est signé au début Louys Chaveneau, violon en l'estat de son altesse A Nancy, 1631. Le texte consiste en un traité de musique comme l’indique le titre : S'ensuit les deffinitions nécessaires de sçavoir pour l'intelligence de la musique, touchant pour les intervalles et proportions des consonances et dissonances, démonstré tant par la table de la division harmonique de la diapason, comme par le monochorde des autheurs anciens et modernes. Il contient quelques exemples musicaux succincts, un dessin du monocorde, et surtout une étude des intervalles, et, moins poussée, des modes.
Le Ms. fr. 19100 (in folio, 75 p) s’intitule Discours de la musique (numérisé sur Gallica). Il reprend une partie du Ms. fr. 19099, notamment l'explication des accords, et poursuit avec un Traicté de musique contenant une théorique détaillée pour méthodiquement pratiquer la composition, avec des exemples de contrepoints, de fugues et de canons jusqu'à 4 parties. Cette partie est probablement la copie d’un traité imprimé plusieurs fois à Paris par la maison Ballard, en 1583, 1602 et 1616.
La signature de Chaveneau sur ces deux pièces signifie qu’il en a été le possesseur, peut-être le copiste, mais sûrement pas l’auteur. Elles reprennent des éléments publiés dans des méthodes ou transmis par voie manuscrite à l’époque, que Chaveneau a dû se procurer pour lui-même ou pour des élèves.